# Thelypteris brausei
Thelypteris brausei är en kärrbräkenväxtart som först beskrevs av Georg Hans Emmo Wolfgang Hieronymus, och fick sitt nu gällande namn av Arthur Hugh Garfit Alston. Thelypteris brausei ingår i släktet Thelypteris och familjen Thelypteridaceae. Inga underarter finns listade.